# 中国国鉄HXN3型ディーゼル機関車

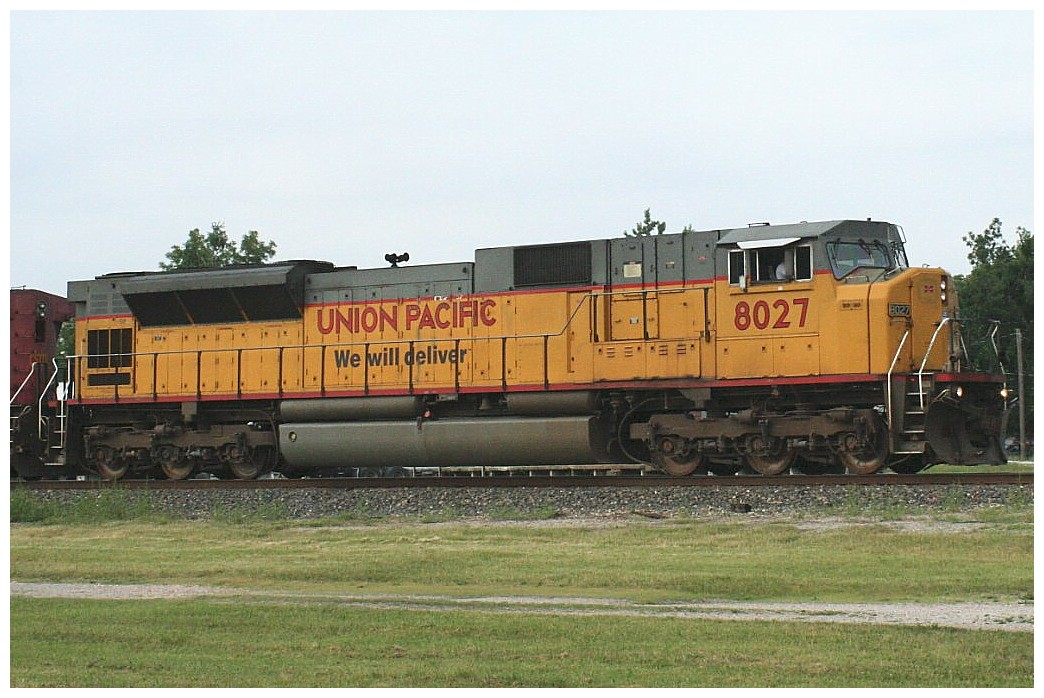
HXN3型の技術的な原型車—-米国EMD SD90MAC形

HXN3型ディーゼル機関車（エイチエックスエヌ3がたでぃーぜるきかんしゃ、和諧3型内燃機車）とは、中華人民共和国鉄道部（中国国鉄）が2008年から製作した電気式旅客·貨物用ディーゼル機関車である。EMDでの社内呼称はJT56ACe。

## 概要
本形式は幹線貨物用大出力交流モーターの内燃機関車である。アメリカ合衆国のエレクトロ・モーティブ・ディーゼル（以下EMD）が開発した。鉄道部は2005年にEMDと大連機車との提携協議、新型交流モーター駆動のディーゼル機関車の研究開発に調印した。本形式の形式番号はHXN3（数字部分は製造会社を表し、3は大連機車を指す）で、中国語では一般に“和諧”3型内燃機車と呼ばれる。初号機は2008年7月に大連機車を出場した。
本形式は交流電動機システムを採用し、6,000馬力の電子制御直噴ディーゼルエンジン1台と6台の交流モーター、車載コンピューター制御システム、発電併用空気ブレーキシステムを搭載している。また三重連運転機能を備えている。平坦線において単機で5,000tの貨物列車を最高速度の120km/hで運行する事ができ、軸配置はCo-Coである。
本形式はEMDが初めて大陸中国に販売したディーゼル機関車で、生産はEMDからの技術移転を受けた大連機車にて行なわれる。鉄道部は先ず300両を購入し、初号機（HXN30001）は2008年7月2日に出場、瀋陽鉄道局通遼機関区に配置され、幹線貨物列車牽引で運用されている。

## 参考資料
1. ↑  EMD 推出新型 JT56Ace 大功率柴油-電力機車